# أرواد
أرواد جزيرة سوريّة تقع على خط طول 35 شرق غرينتش وخط عرض 34 شمال خط الاستواء، تمتد بطول 740 م، تبلغ مساحتها حوالي 20 هكتار، والمساحة المأهولة منها 13.5 هكتار، وتقع على بعد حوالي 3 كم من شاطئ طرطوس.
وهي جزيرة قديمة كانت مملكة فينيقية مزدهرة سيطرت على مناطق من سواحل سوريا الشمالية، وورد اسم أرواد أو أرادوس في رسائل تل العمارنة وفي حوليات ملوك آشور وفي مكتشفات الحضارة الفينيقية على المتوسط.

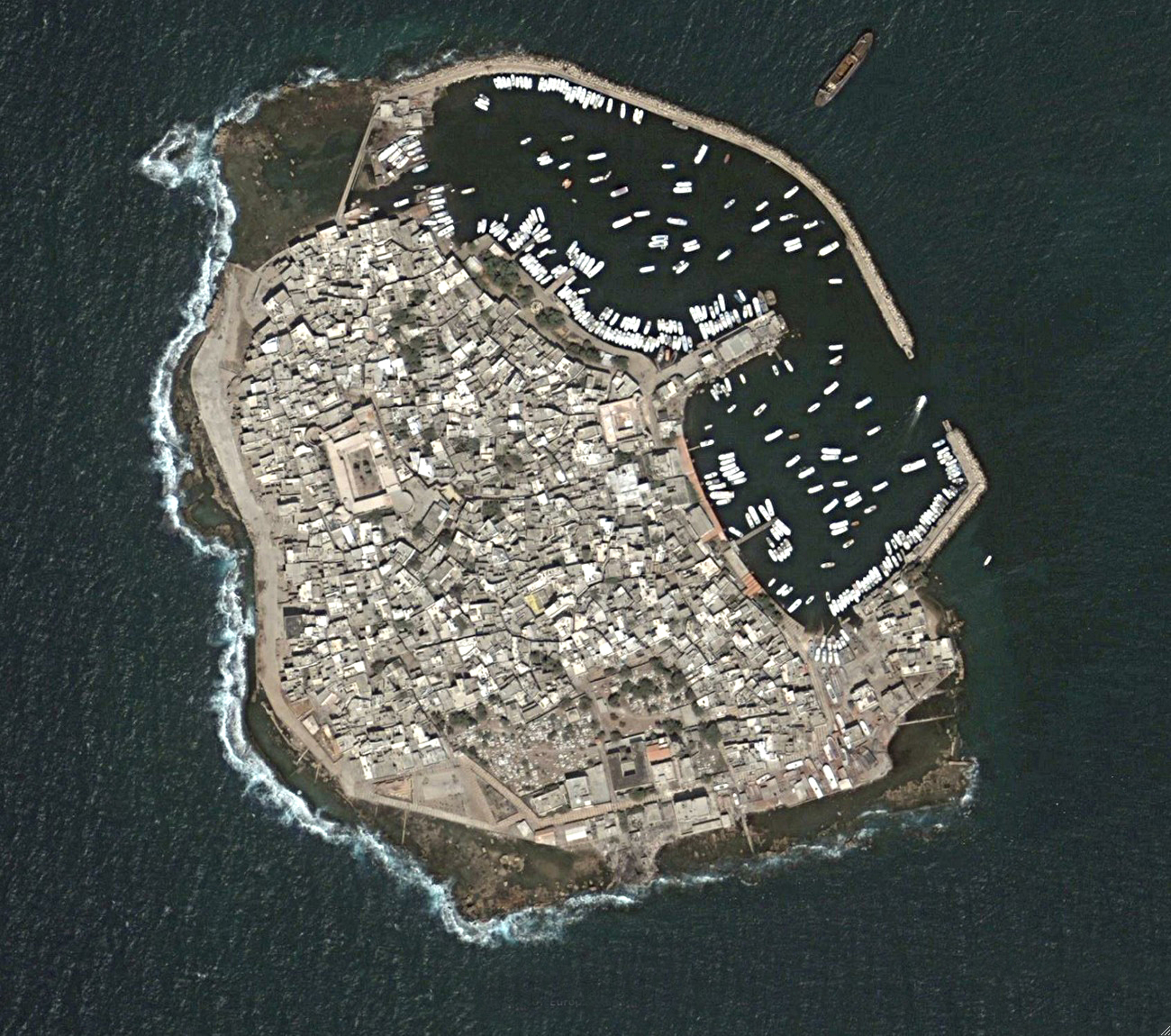
صورة فضائية للجزيرة.

أرواد المعاصرة ناحية تابعة لطرطوس عدد سكانها 5016 نسمة بحسب تعداد السكان لعام 1994، لكن واقع المسجلين من أبنائها يزيد عددهم على 11,500 نسمة، حيث يعمل معظمهم خارجها.
تتميز الجزيرة بممراتها وشوارعها المتعرجة وقلعتها الصليبية وقلعتها الإسلامية، والبرج الأيوبي وبقايا سورها الضخم ومساكنها المتراصة، وتشتهر أرواد منذ القدم بصناعة السفن التي ما زالت إلى اليوم. كانت قديمًا تمتلك أسطولًا بحريًا قويًّا، وحارب الأرواديون الإغريق ووقعت بينهما معركة بحرية هي معركة سالاميس، وكانت مملكة أرواد ذات قوة ونفوذ، حيث امتد ملكها إلى العديد من مدن الساحل السوري، وينفرد ساحل الجمهوريّة العربيّة السّوريّة فقط بالجزيرة، ممّا جعلها الجزيرة السّياحيّة المفضّلة الوحيدة في البلاد.

## تاريخها

### أصل التسمية والبداية
أرواد (باليونانية أرادوس Arados) وآراد بالفينيقية وتعني الملجأ وهي جزيرة صغيرة على الساحل السوري مقابل مدينة طرطوس. إِلا أنه توجد عدة أماكن أخرى تحمل هذه التسمية. فهناك أرادوس على ساحل فلسطين بين الكرمل ودوروس، ويذكر الجغرافي رافيني أرادوس أخرى على الساحل الإِفريقي. ويذكر بلّيني أرادوس في جنوب كريت، كما يقول في أثناء وصفه الخليج العربي :«وقبالة الجرهاء (على ساحل الأحساء) جزيرة تيلوس وهذه الجزيرة بعيدة بأميال عن الساحل وتشتهر باللؤلؤ، وفي الجزيرة مدينة تحمل الاسم نفسه وعلى مقربة منها جزيرة أخرى باسم أرادوس».
   ويذكر سترابو اسم جزيرة أرادوس في الخليج العربي ويقول :«إِن فيها معابد تشبه معابد الفينيقيين»، ويذكر بطليموس الجزيرة بصيغتيها (أرادوس وأرثوس) وهي موقع عراد أو أراد على ما يذهب إِليه بعض الباحثين. وعلى كل حال فإِن أرادوس الساحل الفلسطيني تخص فينيقيا، والبقية هي أماكن كان يتردد إِليها الملاحون الفينيقيون بحكم نشاطهم البحري والتجاري في الخليج العربي. ويرى سترابو في أثناء شرحه أوديسة هوميروس أن الذين بنوا أرواد هم من المهاجرين من صيدون وهذا ما يسوّغ أن معناها ملجأ الهاربين.
كانت الجزيرة مسكونة منذ زمن قديم، لكن استمرار هذا السكن على مساحة ضيقة لم يسمح بالعثور على دلائل عن هذا الماضي البعيد لأن أرضها صخرية ومن دون طبقات، مرصوف بعضها فوق بعض ولصعوبة التنقيب فيها بسبب أبنيتها المكتظة، في حين توجد شواهد على الاستيطان الإِنساني على اليابسة تعود إِلى العصر الحجري الحديث (النيوليتيك) والمتوسط (الميزوليتيك).
يعتبر 259 قبل الميلاد بداية التاريخ لهاوتدخّل الأرواديون في نزاع السلوقيين بين بعضهم حيث أخذوا صف سلوقس الثاني، وأخضعهم أنطيوخيوس الرابع بعد مقاومة، ثم تحالف معهم. وأعاد أنطيوخيوس السابع إلى أرواد حرّيتها ليكسب مساعدتها، وقد كان كان لأرواد نفوذ عظيم على طول سواحل سورية.

## أرواد اليوم

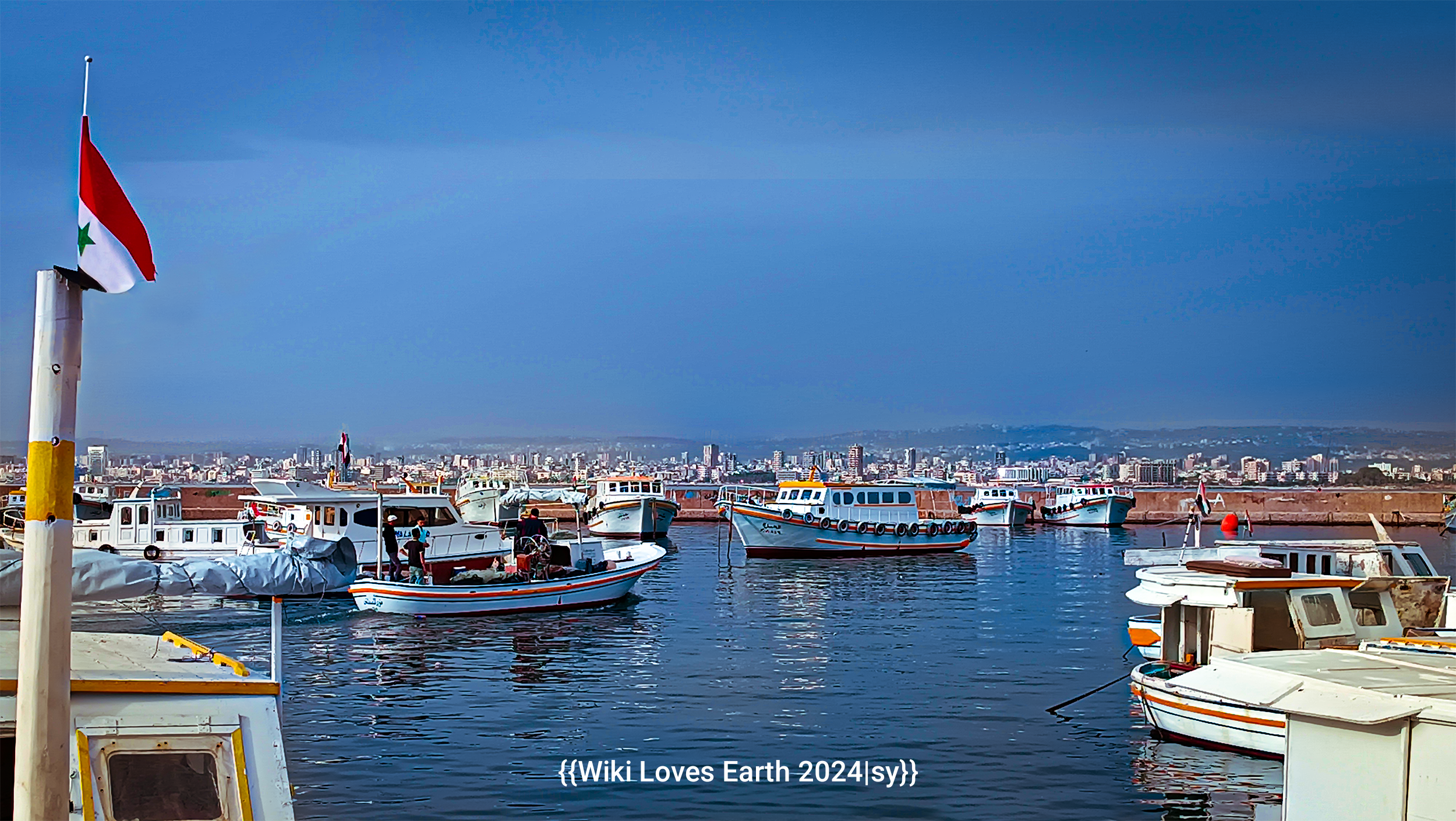
ميناء أرواد

تشاهد جزيرة أرواد من مدينة طرطوس بمبانيها التاريخية وبقايا سورها الهرقلي الضخم ومينائها الذي يغص بعشرات المراكب والقوارب التي تنقل الركاب من أرواد إلى طرطوس، وتنتشر المطاعم والمقاهي على شاطئ أرواد. تتميز بازدحامها وخاصة في فصل الصيف، ويقدر عدد سكانها 10 آلاف نسمة تقريباً
يعمل أغلب السكان في صناعة المراكب والقوارب الخشبية حيث تعد جزيرة أرواد مركزا رئيسيا لصناعة السفن في الساحل الشرقي للبحر المتوسط، وهي معروفة بدقّـة الصناعة والجمال ، وتتنوع إلى أربعة أنواع رئيسية هي :
(المركب، اللنش، الزورق، الفلوكة) وهذه الصناعة يتوارثها الأبناء عن الآباء والأجداد.
وبخبرة كبيرة و بدون أي مُخطّط هندسي يقوم نجار الزوارق بوضع المُخطّط الأمثل في ذهنه، ويعمل على تنفيذه.
كما يعمل الأرواديون في صيد السمك وصناعة شباك الصيد وعلى متن السفن في البحر المتوسط.
وتعتبر صناعة الصدف في جزيرة أرواد من المهن التراثية العريقة التي تلقى إقبالاَ كبيراَمن السياح الذين يبرعون بتنسيق الصدف ليأخذ أشكالا متعددة منها الأساور والأطواق والاكسسوارات وأدوات الزينة وغيرها وتتراوح بين الأيقونات البسيطة والتماثيل المتواضعة إضافة الى الثريات وتعتبر هذه الصناعة تجسيداً لعلاقة االانسجام والمحبة بين البحر والسكان. وتضم الجزيرة بعض المرافق مثل مدرستين ثانوية وأخرى ابتدائية كما أنه يوجد بها مركز صحي (مستوصف) ومتحف تاريخي وتنتشر المحلات والمقاهي بالقرب من الميناء في الجزيرة.
وتتميز جزيرة أرواد بأنها مقسومة إلى قسمين أحدهما يسمى الجهة (القبلية) والآخر يسمى الجهة (الشمالية). تتزود الجزيرة بالطاقة الكهربائية والهاتف عن طريق كابلات ممدودة في قاع البحر عبر الشبكة السورية للكهرباء والهاتف،
ويطلق عليها السكان المحليون اسم (الزيرة).
عرفت أرواد الكثيرين من ربابنة البحار المشهورين منهم القبطان عبد الله محمد سليمان. هذا وتتجلى قيم الخير والتعاون و العمل الإنساني لدى سكان الجزيرة حيث أرسلت جزيرة أرواد 7 قوارب بحرية تحمل مساعدات إنسانية مقدمة من الأهالي على الجزيرة إلى المتضررين في مدينة جبلة من الزلزال عام 2023.

## المناخ
مناخ أرواد متوسطي بحري أمطاره شتوية وخريفية وربيعية، متوسطها السنوي بحدود 800م. تراوح حرارتها بين 27 و7 درجات ويندر أن تتدنى إِلى الصفر. ورطوبتها عالية تصل إِلى أكثر من 90٪ في الصيف وتحوم حول 60٪ شتاءً. وتتعدد الجهات التي تهب منها الرياح ولكل منها تسمية محلية : فـ «الملتم» ريح تهب من الجنوب الغربي و«الشلوق» من الجنوب الشرقي و«التحتاني» من الشمال، وغير ذلك من تسميات مرتبطة بالملاحة. وللأرواديين خبرة بأحوال الجو والتنبؤ بها. ويسبب الضباب الربيعي المسمى «سريدا» حجب الرؤية فتتوقف حركة المراكب.

## الاكتشافات الأثرية

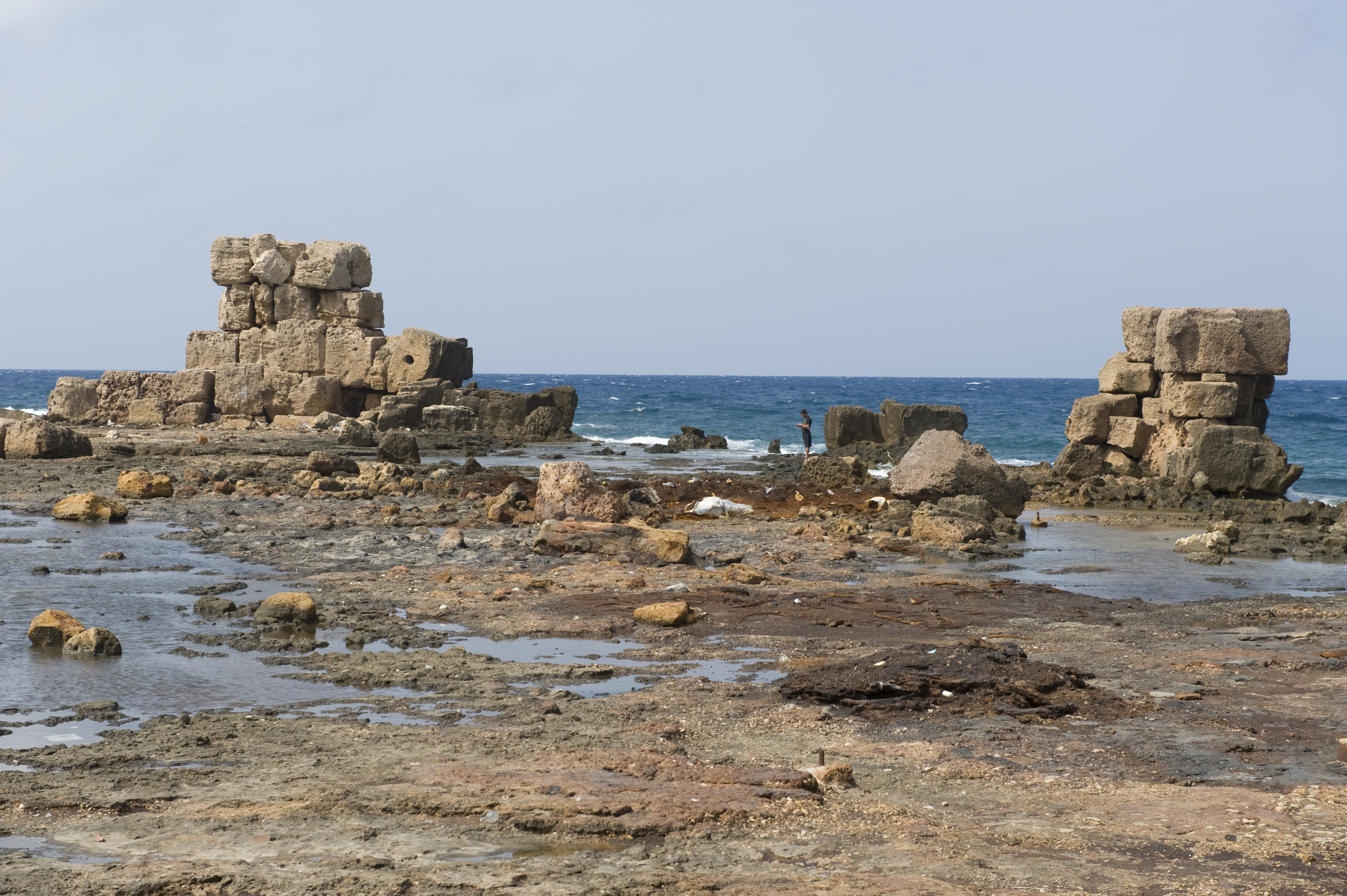
منطقة ميناء أرواد القديم

قلعة أرواد:بنيت وسط الجزيرة على أنقاض معمورات كنعانية،وقد أصبحت متحفاً محلياً.
كماكشفت التنقيبات في الجزيرة كتابات منقوشة بلغ عددها 22 نصّاً حتى عام 1983. ووقد درس إرنست رينان عام 1860، جدران السور والمنازل ومفارق الطرق، والمخطوطات، والأدوات الجنائزية، وقواعد التماثيل، و الألواح الخشبية حيث أظهرت امتزاج الحضارات المصرية والآشورية والفارسية واليونانية، ووجد أن الفنّ الإغريقي في أرواد يفوق الأماكن الأخرى في الساحل السوري.

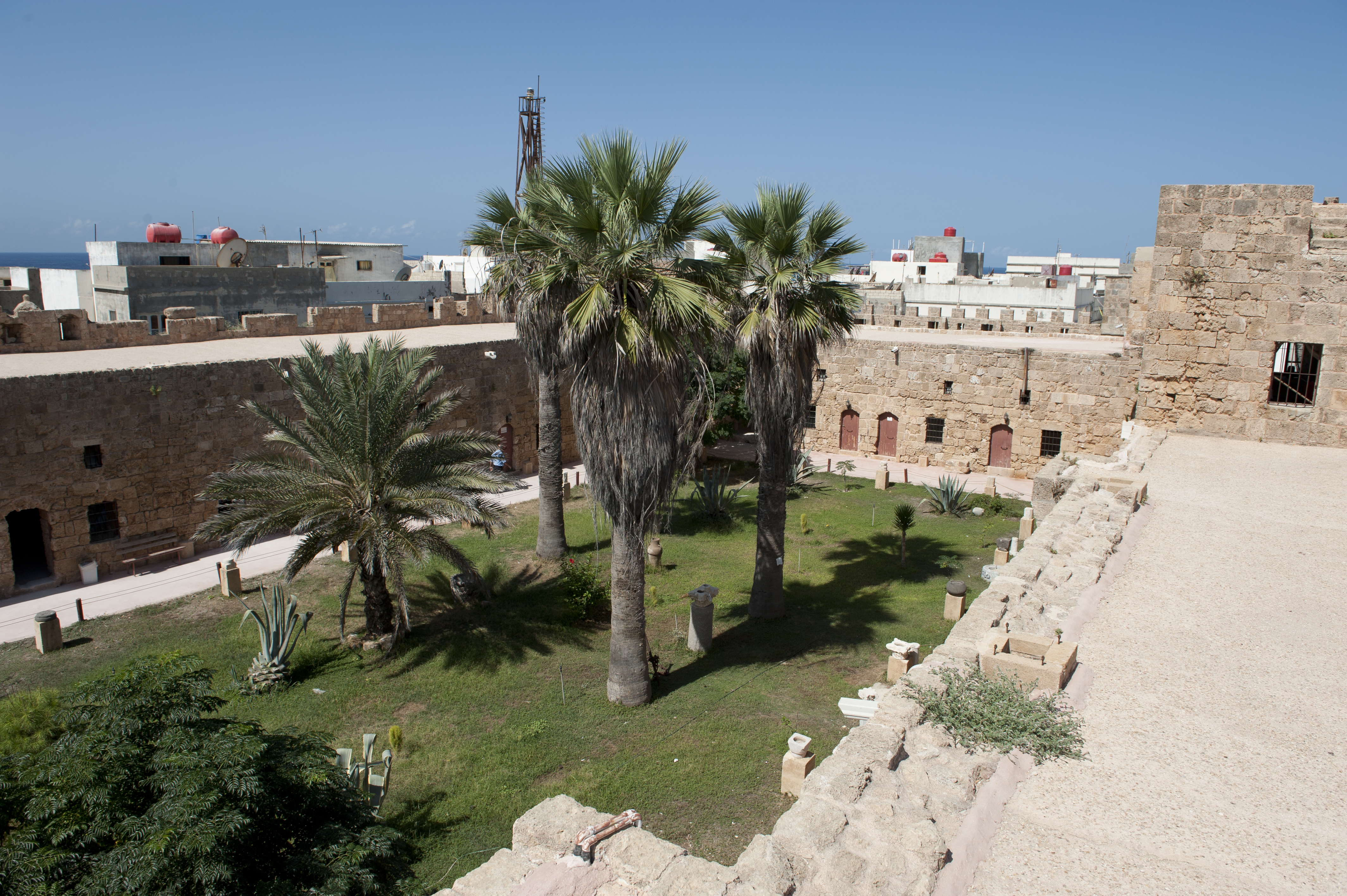
قلعة أرواد

كما وقام الآثاريون السوريون باكتشاف مهم في أرواد وتم استخراج قطعة حجرية كتب عليها باليونانية من العصر الروماني مؤلّفة من 11 سطراً نقلت إلى اللغة الفرنسية ثم تمت ترجمتها إلى العربية، كمااكتشف حجر أسود بازلتي عام 1983 وإلى جواره حجر رخاميّ نُقشت عليه خمسة سطور يونانية ويرجع إلى عهدالإمبراطور تيبريوس.
تضم أرواد الكثير من الآثار والأوابد التاريخية منها: البرج العربي الأيوبي، ودعى بالقلعة الساحلية، و السور الفينيقي وهو سور حجريّ ضخم يحيط بالجزيرة من جميع جهاتها، وقد بني لحماية المدينة من أخطار العواصف البحرية ولصدّ الغزوات، ويعتبر البرج الأحمر من بقايا السور الفينيقي العظيم.

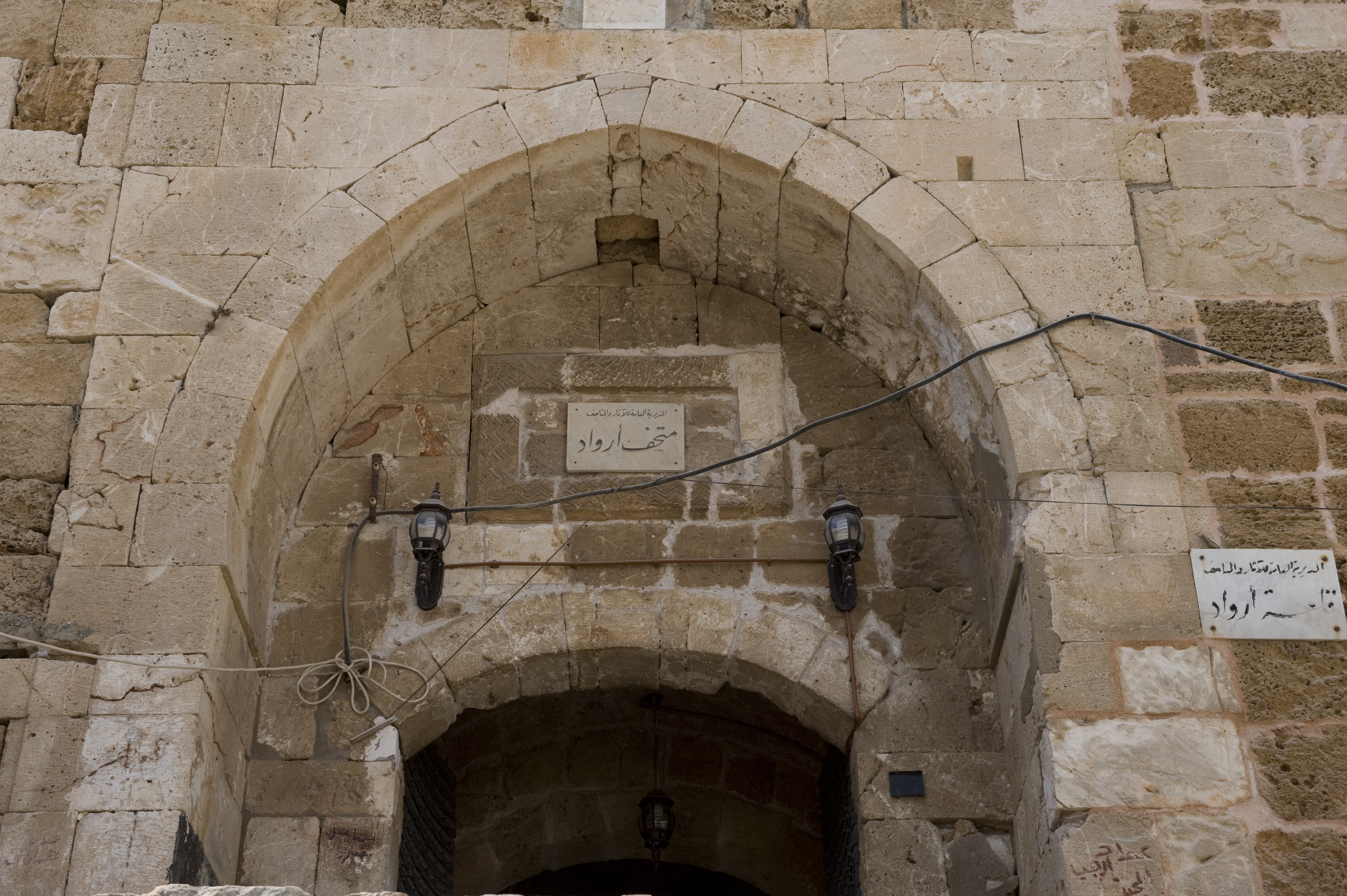
قلعة أرواد

وقد اكتشفت بقايا أثرية يعتقد أنها لميناء قديم قبالة الساحل السوري غربي سورية وبحسب وكالة «نوفوستي» الروسية «ربما لم يكن حتى ميناء، بل قلعة بحرية من القرن الأول الميلادي»
وعثر في الموقع على بقايا هياكل هيدروليكية قديمة، تضم حواجز الأمواج وجدران الرصيف البحري، كما عثر على منارة وأربعة أعمدة رخامية وثلاثة مراس لم تكن معروفة سابقا.

## الطبيعة

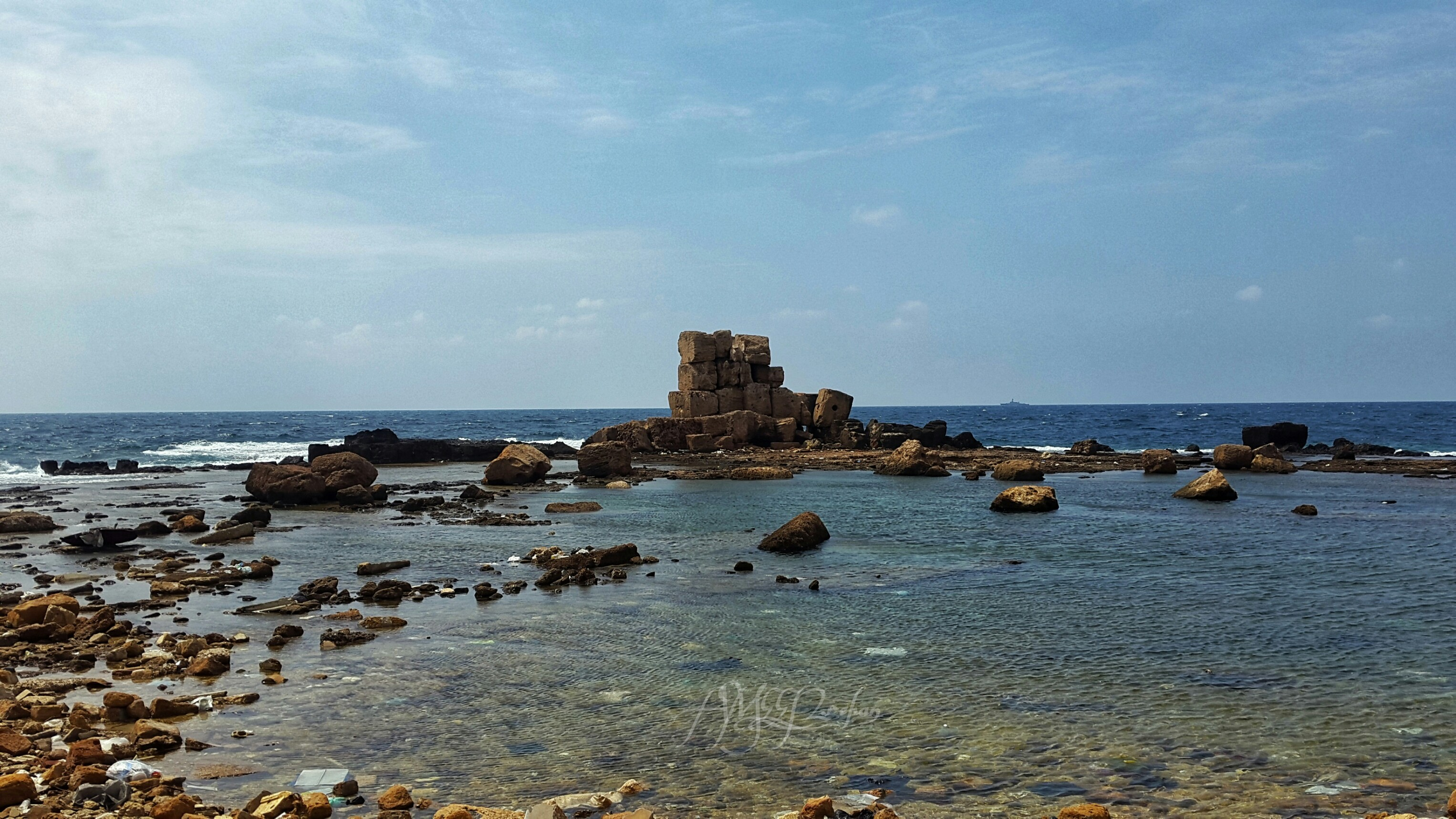
جزيرة أرواد

تتألف صخور الجزيرة من توضعات طينية حديثة تعود للحقب الجيولوجي الرابع تغطي صخوراً رملية تعرف بـ «حجر الرملة» من العصر البليوسيني من الحقب الثالث، تليها طبقات من صخور المارن والغضار والكلس من العصر الطباشيري من الحقب الثاني. وتظهر صخور الرملة وما يليها على سواحل الجزيرة وخاصة الغربية منها حيث ترسم شرفاتٍ وجروفاً ساحلية كوَّنها الحت البحري. وتكثر الحفر والتجاويف على امتداد السواحل الصخرية، كما يظهر النحر الساحلي في أجزاء كثيرة من الساحل الغربي المعرض لضربات الأمواج المباشرة. أما الجانب الشمالي الشرقي من الجزيرة فأكثر تعرجاً وغنى بالرمال، تظهر فيه ثلاثة رؤوس صغيرة، اثنان منها عند النهايتين الشمالية والجنوبية للساحل الشرقي يعتقد أن الإِنسان قام بتمديدهما بلسانين مبنيين بحجارة ضخمة أبعادها 3×5×2م، يحتضنان مرفأ أرواد.

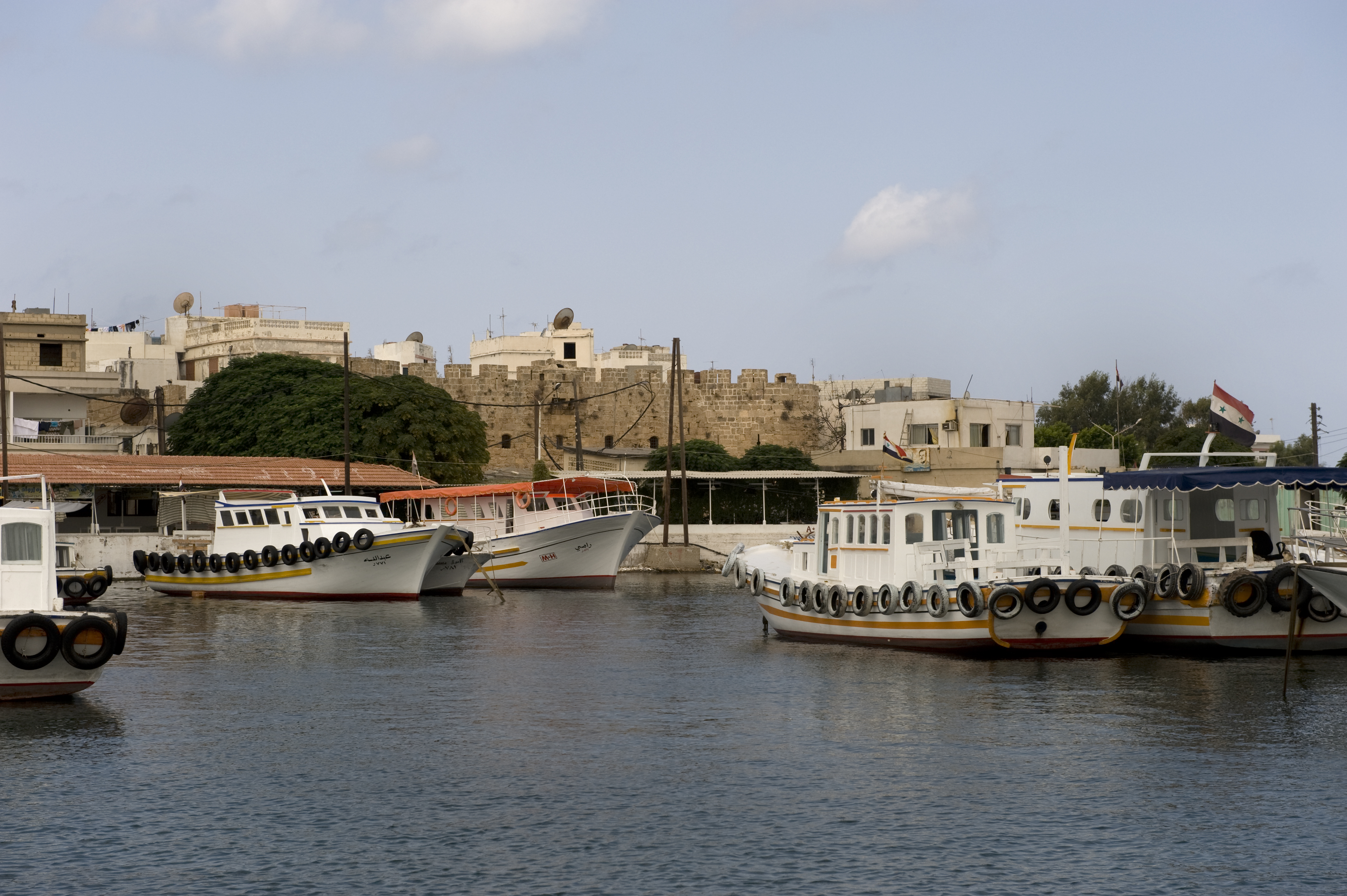
ميناء أرواد

وقد تم تحسين هذا المرفأ وتوسيعه عام 1966 ببناء مكسر رئيس في الشمال والشمال الشرقي طوله 575م متصل بالرأس الشمالي، ومكسر ثانوي طوله 132م متصل بالرأس الجنوبي (القبلي). ويقسم رأس الفدوة، البارز في منتصف الساحل الشمالي الشرقي، المرفأ إِلى حوض (الشمالية) وحوض (القبلية)، إِضافة إِلى رصيفين صغيرين أقيما في هذين الحوضين. وتتبع الجزيرة صخرة صغيرة في شمال غربها تكاد تلتصق بالساحل تعرف باسم «بنت أرواد». أما تسمية «بنات أرواد» فتطلق على الجزر الصخرية الصغيرة الواقعة جنوب أرواد على امتداد محور طولي (شمالي - جنوبي) على مسافة نحو 15كم، وهي «جزر الحبيس» و «أبو علي» و«موشارة» (أوميشرون) و«الجورة» و«تبة الحمام». وتعرف الجزر الثلاث الأخيرة بجزر المخروط لتجمعها على شكل مخروط. وبنات أرواد صخرات غير مسكونة تطغى مياه البحر على معظمها في حالات المد والأمواج العالية باستثناء جزيرة الحبيس التي ترتفع مقدار 5-6م فوق سطح البحر. وتذكر المصادر التاريخية أن تسمية «بنات أرواد» كانت تطلق على المدن الساحلية التابعة لمملكة أرواد الفينيقية أمثال عمريت وجبلة وعرب الملك جركس وبانياس وتل الغمقة وغيرها.
تنعدم المياه العذبة السطحية والينابيع في الجزيرة، فيغدو اعتماد سكانها على مياه الأمطار التي كانوا يجمعونها في حفر وخزانات وعلى المياه العذبة من قاع البحر على شكل ينابيع تعرف باسم «الفوارات» في منتصف المسافة تقريباً بين أرواد وطرطوس، حيث كان الماء يؤخذ منها بواسطة قمع من الرصاص شبيه بالجرس متصل بأنبوب جلدي.
يشرب الأرواديون منذ عام 1953 من مياه بئر حديثة حفرت في الجزيرة، دعمت ببئر أخرى ثم ثالثة في منتصف السبعينات، إِضافة إِلى انتشار آبار خاصة في الدور إِلى جانب برك وأحواض جمع مياه المطر. ويعد وصول مياه نبع السن على الساحل السوري إِلى أرواد نهاية أزمة مياه الشرب لسكان الجزيرة.